# Kyösti Järvinen

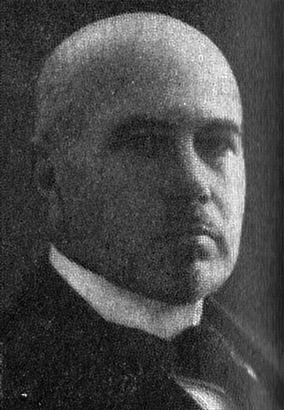
Kyösti Järvinen.

Kyösti Nestor Järvinen, född 31 mars 1869 i Jyväskylä, död 31 mars 1957 i Helsingfors, var en finländsk nationalekonom och politiker. Han var far till Kauko Järvinen.
Järvinen blev politices doktor 1921, var rektor för finska handelshögskolan i Helsingfors 1911–19, samt professor i handelslära där från 1921. Järvinen var ledamot av riksdagen för Samlingspartiet 1922–30, finansminister i Kyösti Kallios regering 1925–26, handels- och industriminister i Oskari Manteres regering 1928–29 samt finansminister i J.E. Sunilas andra regering 1931–32. Hans memoarer Maalaispappilasta maailmalle utkom 1952. 

## Utmärkelser
- Kommendörstecknet av I klass av Finlands Vita Ros’ orden,  1929[1]
- Kommendör med stjärna av Polonia Restituta[1]

[Redigera Wikidata]